# Platja de Quintana
La Platja de Quintana està en el concejo de Valdés, en l'occident del Principat d'Astúries (Espanya) i pertany a la localitat de Quintana. Forma part de la Costa Occidental d'Astúries i s'emmarca dins del conegut com a Paisatge Protegit de la Costa occidental d'Astúries.

## Descripció
La seva forma és lineal i de gran longitud doncs té uns 900-920 m i una amplària mitjana de 30 m. L'entorn és pràcticament verge i una perillositat alta pels seus grans penya-segats. El jaç està format per palets amb afloraments rocosos i els accessos per als vianants, menors d'uns 500 m són fàcils i malgrat això és molt poc visitada. Els seus dos sectors, oriental i occidental, anomenats «Plumineiru» i «Aguaderíu» respectivament, donen els seus noms a aquestes parts de la llarga platja.
Per localitzar aquesta platja cal veure prèviament la situació dels pobles més propers que són: San Cristuébanu, Viḷḷamouros i Quintana des del centre dels quals, sense desviar-se de la carretera general es pren qualsevol carretera que es dirigeixi al nord fins a arribar a un camí que es divideix en dos als 500 m, havent-se de prendre el branc dret que per un altre camí, encara més estret arriba a un petit aparcament. Hi ha una desembocadura fluvial que desapareix durant les pleamares. La platja no té cap servei i l'única activitat recomanada és la pesca esportiva a canya. Cal extremar la precaució si es penetra en l'aigua per poc que sigui doncs els grans corrents i el seu contínua variació de diercció representa un seriós perill per al banyista. El dos d'agost de 2007 va aparèixer una balena encallada d'uns 14-15 m de longitud.